# Glyphoglossus volzi
Espèce
Synonymes
- Dyscophina volzi Van Kampen, 1905
- Calluella volzi (Van Kampen, 1905)

Statut de conservation UICN

 LC  : Préoccupation mineure
Glyphoglossus volzi est une espèce d'amphibiens de la famille des Microhylidae.

## Répartition
Cette espèce est endémique de l'île de Sumatra en Indonésie. Son aire de répartition concerne deux localités, sa localité type, Tanjung Laut, et Sauraya. Toutes les deux se trouvent à une altitude inférieure à 200 m.

## Étymologie
Cette espèce est nommée en l'honneur de Walter Volz.

## Publication originale
- Van Kampen, 1905 : Amphibien von Palembang (Sumatra). Zoologischer Jahrbücher Abteilung für Systematik, Ökologie und Geographie der Tiere, vol. 22, p. 701-716 (texte intégral).